# Rita Livesi
Rita Livesi (Siligo, 4 de marzo de 1915-Roma, 30 de abril de 1989) fue una actriz de cine italiana. Es conocida por Renata (1974) y La ragazza del vagone letto (1979).

## Filmografía seleccionada
- Cavalleria (1936)
- L'albero di Adamo (1936)
- Il fu Mattia Pascal (1937)
- L'Homme de nulle part (1937)
- La dama bianca (1938)
- Inviati speciali (1943)
- Los niños nos miran (1944)
- Tormento (1950)
- Los hijos de nadie (1951)
- Chi è senza peccato... (1952)
- Il tenente Giorgio (1952)
- La voce del sangue (1952)
- Vuelve a mi vida (1953)
- Terza liceo (1954)
- Disperato addio (1955)